# كينيث كامبل
كينيث كامبل هو سياسي كندي، ولد في 26 مارس 1881، وتوفي في 28 مارس 1951 بفانكوفر في كندا.